# Une tasse d'eau et une rose sur un plateau d'argent
Une tasse d'eau et une rose sur un plateau d'argent – en espagnol Taza de agua y rosa en un plato de plata – est un tableau réalisé par le peintre espagnol Francisco de Zurbarán vers 1630. De format horizontal, cette huile sur toile est une nature morte de petites dimensions qui représente une tasse remplie d'eau posée dans une assiette en argent sur le bord de laquelle se trouve une rose. Achetée pour elle par le George Beaumont Group en 1997, l'œuvre est conservée à la National Gallery, à Londres, au Royaume-Uni.

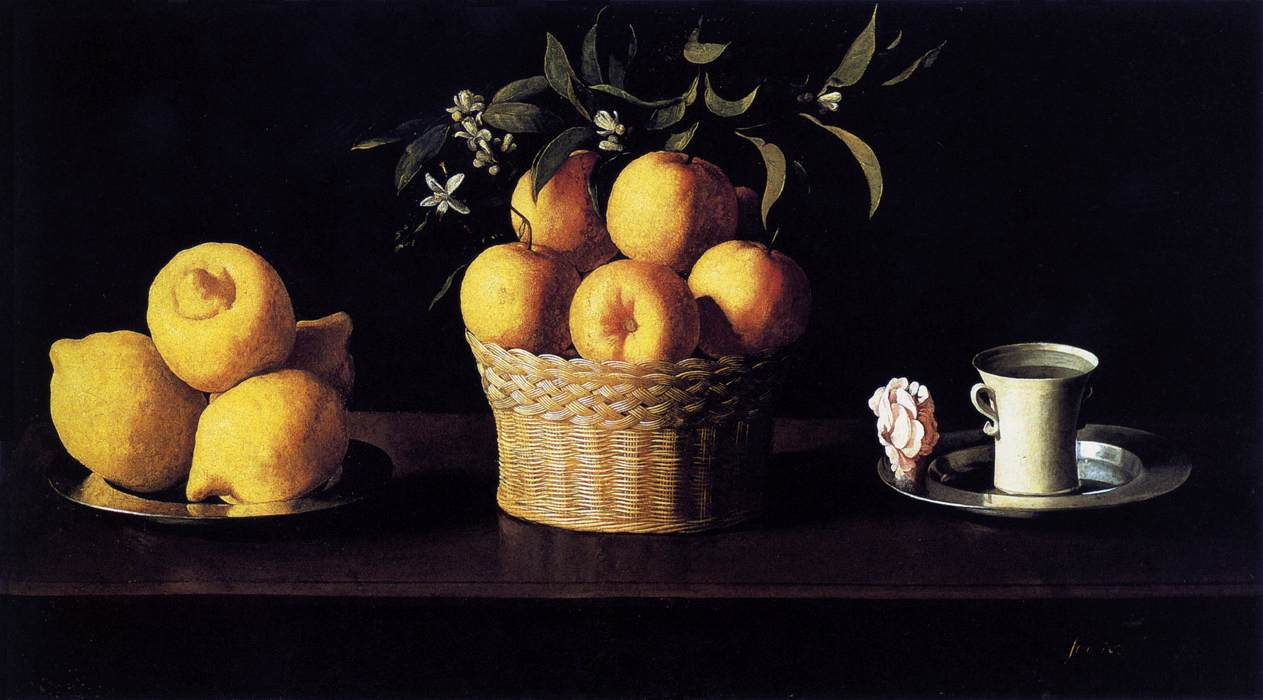
Nature morte aux citrons et oranges avec une rose, 1633 – Norton Simon Museum, Pasadena.